# Saison 2016 de l'équipe cycliste SEG Racing Academy
La saison 2016 de l'équipe cycliste SEG Racing Academy est la deuxième de cette équipe.

## Préparation de la saison 2016

### Arrivées et départs
| Arrivées          | Équipe 2015           |
| ----------------- | --------------------- |
| Tim Ariesen       | Jo Piels              |
| Martijn de Jong   | Restore               |
| Henrik Evensen    | Frøy-Bianchi          |
| Mathias Norsgaard | Roskilde Junior       |
| Marten Kooistra   | UWTC De Volharding    |
| Jack Maddux       | Hot Tubes Development |
| Freddy Ovett      | Chambéry CF           |
| Nick Schultz      | CR4C Roanne           |

| Départs             | Équipe 2016                        |
| ------------------- | ---------------------------------- |
| Jonas Bokeloh       | Klein Constantia                   |
| Koen Bouwman        | Lotto NL-Jumbo                     |
| Jasper Bovenhuis    | An Post-ChainReaction              |
| Davy Gunst          | Rabobank Development               |
| Yoeri Havik         | 3M                                 |
| Steven Lammertink   | Lotto NL-Jumbo                     |
| Rob Leemans         | Baguet-MIBA Poorten-Indulek-Derito |
| Robert-Jon McCarthy |                                    |
| Alex Peters         | Sky                                |
| Loh Sea Keong       |                                    |
| Ricardo van Dongen  | 3M                                 |

## Coureurs et encadrement technique

### Effectif
| Cycliste            | Date de naissance | Nationalité | Équipe 2015           |  |
| ------------------- | ----------------- | ----------- | --------------------- |  |
| Tim Ariesen         | 20 mars 1994      | Pays-Bas    | Jo Piels              |  |
| Magnus Bak Klaris   | 23 janvier 1996   | Danemark    | SEG Racing            |  |
| Jenthe Biermans     | 30 octobre 1995   | Belgique    | SEG Racing            |  |
| Martijn de Jong     | 24 mai 1995       | Pays-Bas    | Restore               |  |
| Henrik Evensen      | 17 novembre 1994  | Norvège     | Frøy-Bianchi          |  |
| Fabio Jakobsen      | 31 août 1996      | Pays-Bas    | SEG Racing            |  |
| Zhi Hui Jiang       | 3 mars 1994       | Chine       | SEG Racing            |  |
| Mathias Norsgaard   | 5 mai 1997        | Danemark    | Roskilde Junior       |  |
| Marten Kooistra     | 18 octobre 1997   | Pays-Bas    | UWTC De Volharding    |  |
| Jack Maddux         | 28 avril 1997     | États-Unis  | Hot Tubes Development |  |
| Freddy Ovett        | 16 janvier 1994   | Australie   | Chambéry CF           |  |
| Nick Schultz        | 13 septembre 1994 | Australie   | CR4C Roanne           |  |
| Julius van den Berg | 23 septembre 1996 | Pays-Bas    | SEG Racing            |  |
| Stagiaire           | Date de naissance | Nationalité | Équipe 2016           |  |
| Yannick Detant      | 23 mars 1997      | Pays-Bas    | Monkey Town           |  |

## Bilan de la saison

### Victoires

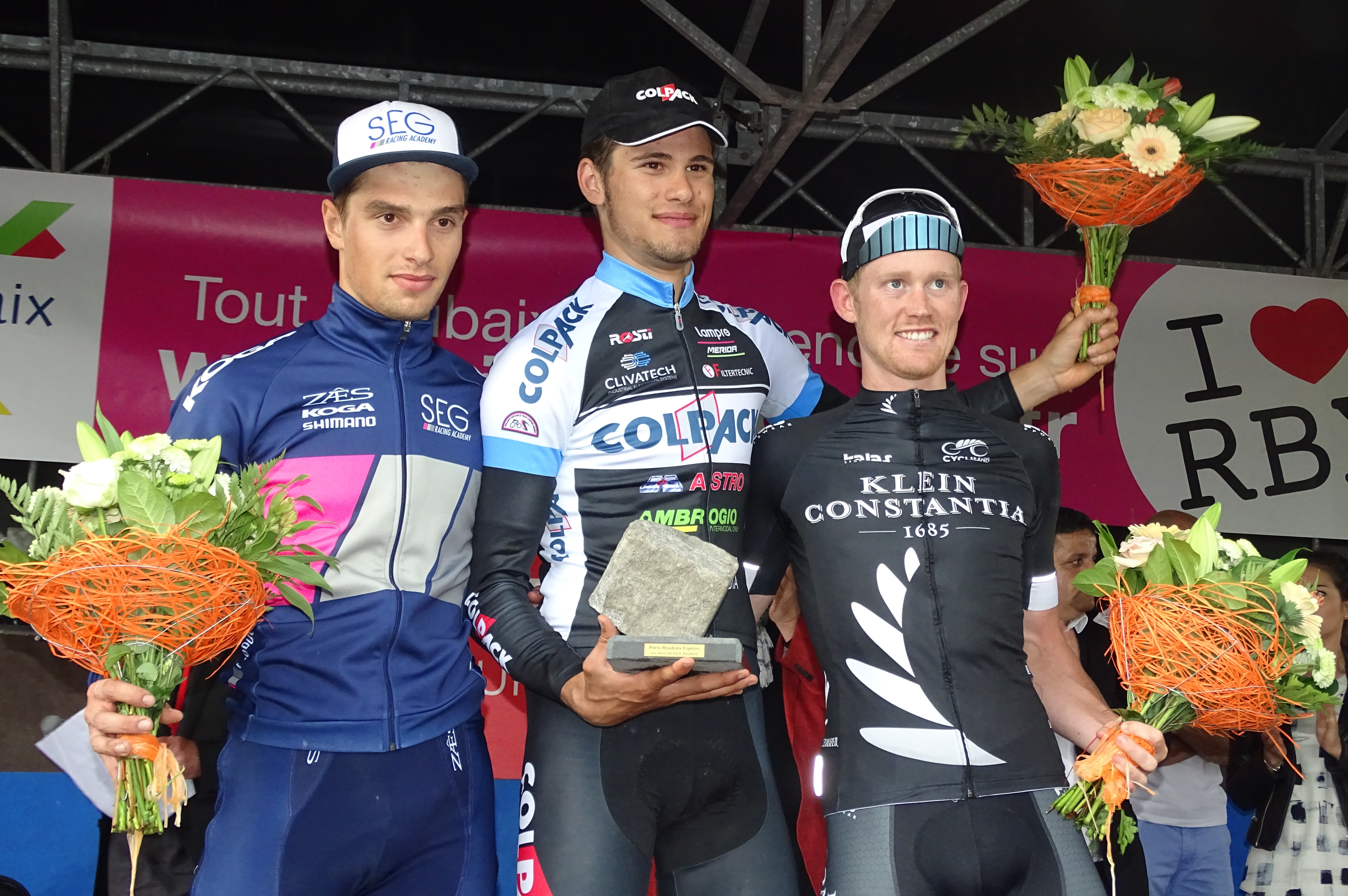
Podium de l'édition 2016 de Paris-Roubaix espoirs : Jenthe Biermans (2e), Filippo Ganna (1er) et Hamish Schreurs (3e).

| Date       | Course                                     | Pays     | Classe | Vainqueur      |
| ---------- | ------------------------------------------ | -------- | ------ | -------------- |
| 01/05/2016 | 7e étape du Tour de Bretagne               | France   | 2.2    | Nick Schultz   |
| 24/06/2016 | Championnat des Pays-Bas sur route espoirs | Pays-Bas | CN     | Fabio Jakobsen |